# Coupe de la Ligue de Côte d'Ivoire de football
La Coupe de la Ligue de Côte d'Ivoire de football a été créée en 2013.

## Palmarès
| Année   | Vainqueur       | Score             | Finaliste           |
| ------- | --------------- | ----------------- | ------------------- |
| 2013-14 | SOA             | 0-0 (6 t.a.b à 5) | Sabé Sports         |
| 2014-15 | Stella d'Adjamé | 0-0 (4 t.a.b à 3) | Séwé Sports         |
| 2015-16 | Moossou FC      | 2-1               | Cosmos FC           |
| 2016-17 | AS Indénié      | 1-0               | Stade d'Abidjan     |
| 2017-18 | AFAD Djékanou   | 3-1               | Alliance Indenié FC |
| 2018-19 | LYS Sassandra   | 0-0 (7 t.a.b à 6) | AFAD Djékanou       |
| 2019-20 | USC Bassam      | 1-0               | ASEC Mimosas        |

## Bilan
| Rang | Club            | Titres      |
| ---- | --------------- | ----------- |
| 1    | USC Bassam      | 1 (2019-20) |
| 1    | LYS Sassandra   | 1 (2018-19) |
| 1    | AFAD Djékanou   | 1 (2017-18) |
| 1    | AS Indénié      | 1 (2016-17) |
| 1    | Moossou FC      | 1 (2015-16) |
| 1    | Stella d'Adjamé | 1 (2014-15) |
| 1    | SOA             | 1 (2013-14) |